# Línea 16 (San Juan)
La línea 16 es una línea periurbana de la provincia de San Juan, Argentina. Circula por el departamento Pocito, pasando por la ciudad de Aberastain y la localidad de La Rinconada.
En la actualidad la línea 16 es administrada por la empresa de cárter privado Mayo SRL, constituida tan solo por un ramal o recorrido.
Funciona como un servicio expreso (directo) entre la ciudad de San Juan y Aberastain.

## Recorrido
Esta línea posee un solo ramal que tiene como extremo el cementerio municipal del departamento Pocito, pasado por la localidad de La Riconada e ingresando a la ciudad cabecera departamental de Aberastain, luego su recorrido ya en el Gran San Juan, pasa por las inmediaciones de Villa Nacusi y la ciudad comercial de Villa Krause

### San Juan - Aberastain - La Rinconada
Ida
Estación terminal de ómnibus San Juan - Estados Unidos - Santa Fe (San Juan/centro) - Mendoza - Avenida Joaquín Uñac - Avenida Marcos Zalasar - Picon - Rawson (ciudad de Aberastain) - Avenida Aberastain - 21 de Febrero (La Rinconada) - Cementerio municipal de Pocito 
Regreso
Cementerio municipal de Pocito - 21 de Febrero - Avenida Aberastain - Vidart - Fray Justo Santa María de Oro (ciudad de Aberastain) - Rawson - Avenida Aberastain - Avenida Marcos Zalasar - Avenida Joaquín Uñac - Mendoza - República del Líbano -Pedro de Valdivia (Trinidad) - Avenida Rioja (San Juan/centro) - Avenida Libertador General San Martín - Avenida Rawson - General Paz - Estados Unidos - Estación Terminal de ómnibus San Juan

## Fuente Consultada
- www.municipioderawson.gov.ar

- Datos: Q5985727